# Chiara Schultes
Chiara Schultes (* 22. Juli 2005) ist eine deutsche Eishockeytorhüterin, die seit der Saison 2024/25 für den ECDC Memmingen spielt.
Schultes begann im Alter von fünf Jahren bei den Young Blue Devils mit dem Eishockeysport. Im Sommer 2021 wechselte Schultes zu Straubing Tigers. Bei der U18-Weltmeisterschaft 2023 in Italien wurde Schultes als beste Torhüterin und beste deutsche Spielerin des Turniers ausgezeichnet. Im Sommer 2023 wechselte sie zum ESC Planegg und absolvierte erste Einsätze in der Frauen-Bundesliga.
Schultes ist Sportsoldatin.